# À la carte

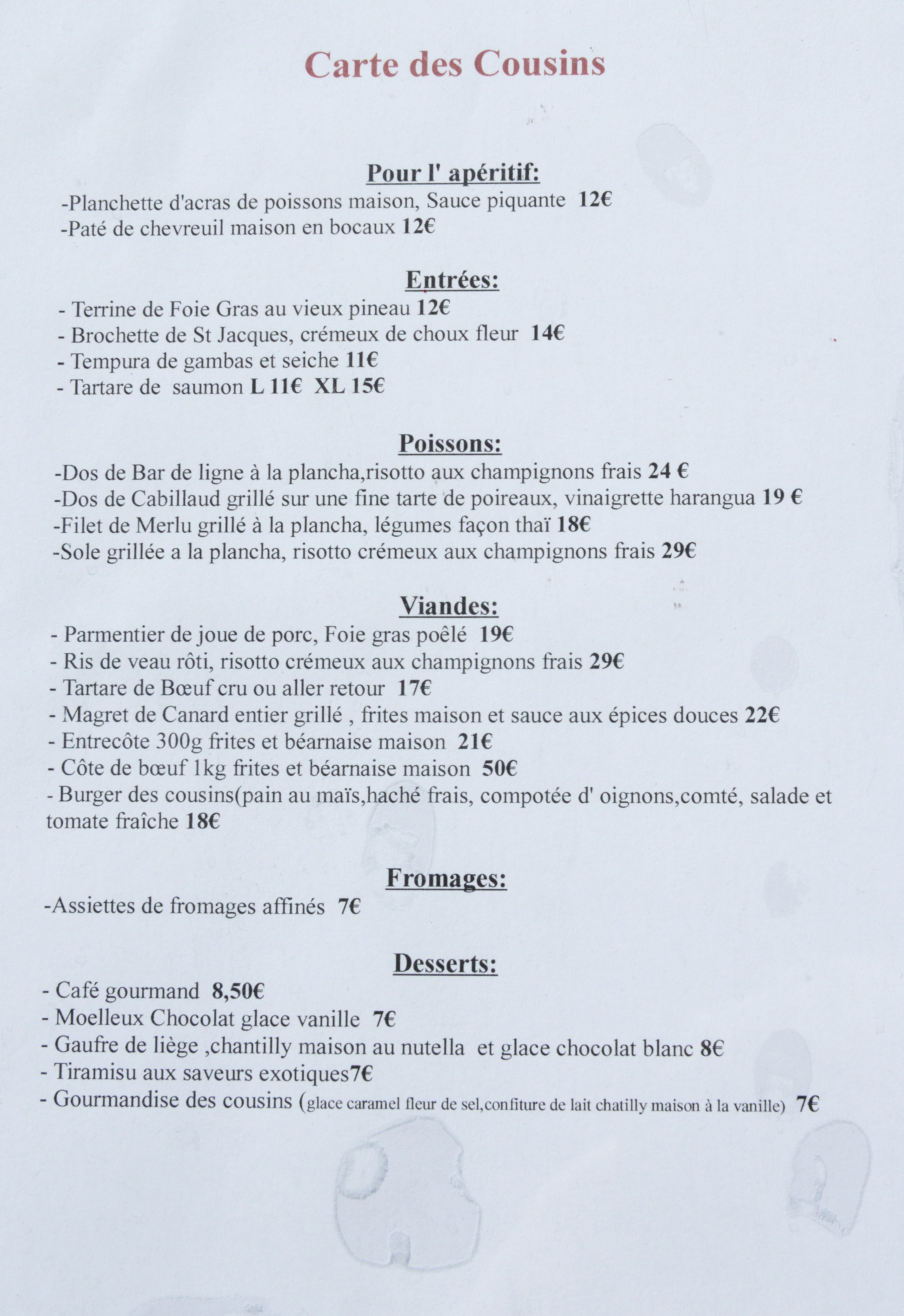
En à la carte-meny i La Rochelle.

À la carte är ett uttryck från franskan med betydelsen ”enligt matsedeln”. Att beställa à la carte betyder att en enskild rätt med ett individuellt och fast pris beställs från en meny, detta till skillnad från till exempel färdigkomponerade menyer, även kallat table d’hôte, och dagens rätt. Uttrycket à la carte användes tidigast 1816.